# Urban Hymns
Urban Hymns är den brittiska rockgruppen The Verves tredje studioalbum, utgivet den 29 september 1997. Mellan oktober 1997 och juli 1998 tillbringade skivan 42 veckor på den brittiska Top 10-listan, varav 12 veckor på förstaplatsen. Urban Hymns har sålt i över 7 miljoner exemplar, varav 3,1 miljoner i Storbritannien. Skivan ligger på plats 14 över de mest sålda albumen någonsin i Storbritannien.. 1998 röstade läsarna av tidskriften Q Magazine fram Urban Hymns som det 18:e bästa albumet någonsin. 

## Låtlista
1. "Bitter Sweet Symphony" (Richard Ashcroft/Mick Jagger/Keith Richards) - 5:58
2. "Sonnet" (Ashcroft) - 4:21
3. "The Rolling People" (The Verve) - 7:01
4. "The Drugs Don't Work" (Ashcroft) - 5:05
5. "Catching the Butterfly" (The Verve) - 6:26
6. "Neon Wilderness" (Nick McCabe/The Verve) - 2:37
7. "Space and Time" (Ashcroft) - 5:36
8. "Weeping Willow" (Ashcroft) - 4:49
9. "Lucky Man" (Ashcroft) - 4:53
10. "One Day" (Ashcroft) - 5:03
11. "This Time" (Ashcroft) - 3:50
12. "Velvet Morning" (Ashcroft) - 4:57
13. "Come On" (Verve) - 7:10
14. "Deep Freeze" (gömt bonusspår) (The Verve) - 2:13